# Arbouet-Sussaute
Arbouet-Sussaute è un comune francese di 286 abitanti situato nel dipartimento dei Pirenei Atlantici nella regione della Nuova Aquitania.

## Società

### Evoluzione demografica
Abitanti censiti